# Roony Bardghji
Roony Bardghji (* 15. listopadu 2005) je švédský fotbalista, který hraje jako křídelník za Barcelonu. Narodil se v Kuvajtu, hraje za mládežnické reprezentace Švédska.

## Klubová kariéra

### Kodaň
Do kodaně přišel v roce 2020 z Malmö. Na podzim 2021 debutoval v A-týmu.
V sezóně 2023/24 skóroval v Lize mistrů UEFA proti Manchesteru United, stal se nejmladším hráčem, kterému se to povedlo. V sezóně 2024/25 kvůli zranění za Kodaň odehrál pouhých šest soutěžních zápasů.
S Kodaní vyhrál tři tituly mistra Dánska a dva dánské poháry. Nastoupil do celkem 84 soutěžních utkání, vstřelil 15 gólů a připsal si jednu asistenci.

### Barcelona
V létě 2025 přestoupil za 2 miliony eur do Barcelony. Podepsal kontrakt do června 2029. Kvůli zranění z předchozí sezóny by měl začít v B-týmu.